# Pel·lana
|  | Per la forma jònica del nom, vegeu «Pal·lene». |

Pel·lana (en dòric: Πελλάνα; en jònic, Πελλήνη, Pel·lene) fou una ciutat de l'antiga Grècia situada a la regió de Lacònia, vora el riu Eurotes, a la via que anava d'Esparta a Arcàdia.
Polibi l'assenyala com una de les ciutats de la Trípolis lacònia, juntament amb Belemina i Caristos o Egis. En temps de Pausànies, al segle ii, ja estava abandonada; amb tot, aquest autor encara hi va descriure un temple d'Asclepi i dues fonts. Segons el mateix Pausànies, a prop de la ciutat hi havia el Caracoma (Χαράκωμα), una murada fortificada, i una síquia que, segons les lleis dictades per Agis I, rei d'Esparta, separava els esparciates dels periecs. Pausànies diu que Pel·lana va ser la mítica residència de Tindàreu quan va ser foragitat d'Esparta.
Les restes de la ciutat es troben vora la vila de Kalívia (Καλύβια), que el 1932 va ser reanomenada Pel·lana.